# Inmigración croata en México
La Inmigración croata en México es un flujo migratorio que comienza de personas de Croacia hacía los Estados Unidos Mexicanos. Hay una pequeña comunidad de inmigrantes de los croatas en México principalmente en la capital y sus alrededores. Cocina mexicana, música mexicana (mariachi) y telenovelas mexicanas son populares en Croacia. Los Caballeros es la primera banda de Croacia que interpreta música tradicional mexicana. En 2000, participó con éxito en el 7.º Encuentro Internacional del Mariachi y la Charrería en Guadalajara, México.
De acuerdo con el censo 2020 del INEGI, hay 97 ciudadanos croatas residiendo en México.

## Historia
El marinero croata y soldado, Vinko Paletin, se unieron a la expedición que fue dirigido por Francisco de Montejo en la Península de Yucatán. Como miembro de la mexicana Provincia Dominicana de Santiago Paletin estuvo en México la preparación a una monetaria de Santo Domingo para ser sacerdote. Con el tiempo, al final del verano de 1546 volvió a Europa.
En el siglo XVIII el misionero jesuita croata Fernando Consag (México: Fernando Consag) se ha convertido en uno de los más famosos investigadores de la península mexicana de Baja California. Demostró que California era una península. Konščak fue un distinguido matemático, astrónomo, naturalista, geólogo, constructor de caminos y terraplenes y el supervisor de todas las reducciones jesuíticas de México. Pequeña isla mexicana Roca Consag se nombró por él.
El misionero jesuita croata Ivan Ratkaj llegó a la actual provincia mexicana de Chihuahua en 1680. Ha escrito tres informes sobre su viaje, paisaje, así como sobre la vida, la naturaleza y las costumbres de los indígenas. Estas son las descripciones más antiguas de esta región. También se compone de muchos detalles. Con su tercer cuaderno de viaje, Ratkaj adjuntó un mapa de la provincia marcada con la latitud y longitud, las partes del mundo, las estaciones misioneras y fuertes españoles, los hábitats de las tribus indias y ríos provinciales y montañas. Es también uno de los primeros trabajos de mapeo de autores croatas, y el mapa más antiguo de la provincia mexicana. Mapa fue hecho en 1683 como un dibujo en el papel. El original se conserva en los archivos centrales de los jesuitas en Roma. Copia pequeña fue publicado por EJ Burrus en La Obra de la Provincia Cartografico Mexicana de la Compañía de Jesús, 1567-1967, Madrid, 1967, p II. Carta Nr. dieciséis.
En 1926 un 1 de noviembre se inauguró el Hotel Kuraica, propiedad del inmigrante croata Pablo Kuraica (Pavo Kurajica) y de su esposa Elia Casillas Millán.
Originario de Dubrovnik, Dalmacia (hoy Croacia), Pablo Kuraica (Pavo Kurajica) emigró a Cajeme a principios de los años veinte después de probar suerte en San Francisco, California, Inició su actividad en Cajeme con la agricultura, tiempo después abrió una ferretería y simultáneamente inició con la Hotelería en el patio de su casa instalando una carpa donde hospedaba a los viajeros. Con el crecimiento de la demanda, los esposos Kuraica decidieron construir el edificio que aún sobrevive en la calle 5 de Febrero 211 Sur. En el Hotel Kuraica se han hospedado celebridades como el general Lázaro Cárdenas, el dirigente cetemista Fidel Velázquez y el comediante Paco Miller.
En 1991 tras el estallido de la Guerra de Yugoslavia algunas familias croatas emigraron hacia México en calidad de refugiados.